# DirecTV Chili
DirecTV Chili est la filiale chilienne de DirecTV, créée en 1994, qui propose des services de télévision par satellite.

## Technologies
- Set-top-box normal : Il transmet en format SD, et c'est pour tous les téléviseurs.
- Set-top-box DVR : Disque dur de 160 GB qui transmet en format SD et peut enregistrer 100 heures de programmation, pauser et reculer en direct.
- Set-top-box HD : Disque dur de 1 TB qui transmet en format de haute définition
- Nexus